# Copiphora mucronata
Copiphora mucronata är en insektsart som beskrevs av Thomas, C. 1872. Copiphora mucronata ingår i släktet Copiphora och familjen vårtbitare. Inga underarter finns listade i Catalogue of Life.